# محمدکریم خداپناهی
محمدکریم خداپناهی (متولد ۱۳۲۳ در قزوین) روان‌شناس ایرانی، استاد گروه روان‌شناسی دانشگاه شهیدبهشتی و مدیر مجله روان‌شناسی است. او پس از صادق قطب‌زاده و پیش از میرحسین موسوی مدتی به عنوان سرپرست وزارت امور خارجه ایران فعالیت می‌کرد.

## تحصیلات و فعالیت‌ها
خداپناهی پس از اتمام دوره دبیرستان در سال ۱۳۴۳ جهت تحصیل به کشور آلمان مسافرت کرد. در آلمان پس از فراگیری زبان آلمانی و طی کردن دوره کالج دانشگاهی مونیخ و پس از موفقیت در امتحانات نهایی کالج وارد دانشگاه کنستانتس آلمان شد و در رشته روان‌شناسی فیزیولوژیک، به عنوان رشته اصلی و رشته بیولوژی به عنوان رشته فرعی، مشغول به تحصیل شد. در سال ۱۳۵۴ موفق به اخذ درجه فوق‌لیسانس روان‌شناسی فیزیولوژیک شد و در دورهٔ دکترای همین رشته به تحصیل ادامه داد.

## انقلاب
در ۲۹ مهرماه ۱۳۵۷ که مهندس بازرگان به پاریس می‌رود در منزل ایشان در پاریس اقامت می‌کند.با اوج‌گیری انقلاب در ۱۲ بهمن ۱۳۵۷ به کشور بازگشته و تحصیل در دوره دکترا را ناتمام گذاشت. پس از انقلاب در سازمان صدا و سیما، وزارت امور خارجه و نخست‌وزیری مشغول به کار شد و از سال ۱۳۶۳ به عنوان عضو هیئت علمی در دانشکده علوم تربیتی و روان‌شناسی استخدام شد. خداپناهی در اولین دوره امتحان دکترای روان‌شناسی دانشگاه تربیت مدرس در سال ۱۳۶۹ شرکت کرد و پس از قبولی و گذراندن دوره دکترای روان‌شناسی در سال ۱۳۷۴ موفق به اخذ مدرک دکترا شد.